# Яш-Куч
Яш-Куч (баш. Йәш Көс) — деревня в Чекмагушевском районе Республики Башкортостан Российской Федерации. Входит в состав Урнякского сельсовета. 

## География

### Географическое положение
Расстояние до:
- районного центра (Чекмагуш): 19 км,
- центра сельсовета (Урняк): 4 км,
- ближайшей ж/д станции (Буздяк): 86 км.

## Население
| 2002 | 2009 | 2010 |
| ---- | ---- | ---- |
| 23   | ↘22  | ↘19  |

### Национальный состав
Согласно переписи 2002 года, преобладающие национальности — башкиры (74 %), татары (26 %).